# Nagidusa xylocampoides
Nagidusa xylocampoides är en fjärilsart som beskrevs av Walker 1862. Nagidusa xylocampoides ingår i släktet Nagidusa och familjen tandspinnare. Inga underarter finns listade i Catalogue of Life.